# Danyo Ilunga
Danyo „Dibuba“ Ilunga (* 31. Januar 1987 in Kinshasa) ist ein deutsch-kongolesischer K-1-Kämpfer und ehemaliger Glory-Schwergewichtskämpfer. Ilunga ist vierfacher Kickbox- und Muay-Thai-Weltmeister und ehemaliger It’s-Showtime-95MAX-Weltmeister. Am 1. April 2019 wurde er von Combat Press als Nummer 10 im Halbschwergewicht in der Welt eingestuft.

## Leben
Ilunga wurde in der Demokratischen Republik Kongo als eines von sieben Kindern geboren. Sein Vater, Sohn eines Stammeskönigs, war ein bedeutender Politiker. Auf Grund der politischen Verfolgung floh seine Familie nach Deutschland. In Köln absolvierte Ilunga die Berufsschule. Mit dem Kampfsport begann er im Jahr 2006, als er zufällig zur Eröffnung des Iron Gym und Fighting Gym e. V. kam. Trainiert wird er seitdem von Asmir Burgic sowie vom dreifachen K-1-World-Grand-Prix-Sieger Remy Bonjasky. Ilunga lebt mit Frau und Kindern in Morsbach, nahe Waldbröl, wo er aufgewachsen ist.
Am 2. Oktober 2021 besiegte Ilunga Piotr Ramankevich bei der Stekos Fight Night im Circus Krone in München. Kurz darauf gab er auf Instagram seinen Rücktritt vom Sport bekannt.

## Erfolge
- mehrfacher deutscher Meister IMTF/MTBD
- Europameister WKA nach K-1-Regeln
- Weltmeister IMC nach Full-Muay-Thai-Regeln
- Weltmeister I.K.B.O. nach Thaibox-Regeln
- Weltmeister It’s Showtime 95 kg Max
- Nr. 1 im Gloryworldseries Ranking 95 kg
- Gewinner des Schwergewichtsturnieres in Merseburg 2012